# Carol Morley
Carol Anne Morley (nascida em 14 de janeiro de 1966)  é uma diretora de cinema, roteirista e produtora inglesa. Ela é mais conhecida por seu semi-documentário Dreams of a Life, lançado em 2011, sobre Joyce Carol Vincent, que morreu em sua cabeceira no norte de Londres em 2003, mas não foi descoberta até 2006.
Seu irmão mais velho é o jornalista, crítico e produtor musical Paul Morley .

## Vida pregressa
Nascido em Stockport, Manchester, Morley deixou a escola aos dezesseis anos para ser cantor em várias bandas. Quando ela tinha 13 anos, ela estava em uma banda chamada The Playground, e mais tarde ela fez parte de uma banda chamada TOT.
O pai de Morley tirou a própria vida quando ela tinha onze anos e, aos doze anos, começou a beber álcool. Depois de uma experiência traumática devido ao álcool, Morley parou de beber até os dezesseis anos. Em 1982, no mesmo ano em que Morley deixou a escola, a boate The Haçienda foi inaugurada em Manchester. Morley passou muito tempo na Fazenda até os 21 anos e deixou Manchester.

## Carreira
Morley escreveu e dirigiu um total de 12 filmes de 1993 a 2011, variando em duração de 3 minutos a 93 minutos. Morley fez dois filmes na Central Saint Martins, um dos quais se chama Girl . Filmado com filme de 16 mm, este curta-metragem usa cortes transversais e dispositivos do gênero melodrama para criar uma sensação de conflito e crise. O outro filme de graduação foi Secondhand Daylight, que foi ambientado em um restaurante de fast food e no qual um grupo de jovens falou sobre seus problemas. Também foi filmado em 16   filme mm.
Eu não estou aqui foi inspirado pela carta que Sir Alec Guinness escreveu ao The Times, na qual ele reclamava sobre a pouca atenção que os clientes recebiam nas lojas. O filme diz respeito ao tédio e aos assistentes de loja. No curta The Week Elvis Died (15 minutos), escrito e dirigido por Morley, vemos Karen, de 11 anos, interpretada por Jennifer Williams, conhecer Tony Blackburn, interpretado pelo próprio Blackburn. Também filmado em filme de 16 mm.
Durante seus anos em Saint Martins, seu verdadeiro filme de estréia, The Alcohol Years, começou a tomar forma. É um documentário baseado em seus anos de juventude problemática (de 16 a 21 anos) durante o início dos anos 80 em Manchester, no qual ela passou grande parte do tempo na fazenda. Cinco anos de sua vida foram perdidos devido ao consumo excessivo de álcool e, no documentário, Morley procura descobrir o que realmente aconteceu durante esse período. É dirigido e filmado por Morley e produzido por Cairo Cannon, que produz os filmes de Morley. Juntos, eles são proprietários da empresa CAMP, Cannon and Morley Productions.
Everyday Something é um curta-metragem (14 minutos) de 2001, filmado em 35mm . É baseado na coleção de recortes de jornal de Morley e explora os acontecimentos incomuns na vida das pessoas comuns. Em Viagem de retorno (24 minutos), Morley localiza uma velha amiga, Catherine Corcoran, e juntos revisitam a Índia, onde viajaram quando eram adolescentes. Stalin My Neighbor (15 mins) lida com a obsessão de Morley por pessoas desaparecidas. A personagem principal Annie é obcecada pela história local, mas tenta esquecer seu passado. Foi incluído no mesmo DVD que The Alcohol Years .
O medo da trilogia (3 minutos) foi filmado com um telefone celular e foi filmado e editado em um dia. Seu curta-metragem chamado A Loucura da Dança (18 minutos) foi concluído em 2006. Analisa manias de massa e obsessões individuais como a "mania de morder" e distúrbios obsessivos compulsivos como a tricotilomania .
O primeiro filme de ficção de Morley, Edge, foi lançado em 2010 e conta a história de seis convidados presos no Cliff Edge Hotel durante o inverno.
Em 2006, os restos de Joyce Carol Vincent, 38 anos, foram encontrados em seu apartamento, três anos após sua morte. Isso inspirou Morley a fazer o docu-drama Sonhos da Vida, onde a atriz Zawe Ashton interpreta Joyce Vincent.
Ela foi convidada no 4º festival anual de cinema de tela Stockport, respondendo a perguntas sobre seu novo filme, The Falling . O romance de jovens adultos de Morley, 7 Miles Out, foi publicado em 2015.
Em maio de 2017, foi anunciado que Morley estaria dirigindo Patricia Clarkson em Out of Blue, uma adaptação de Night Train, o romance de Martin Amis . As filmagens devem começar em outubro em Nova Orleans, Louisiana .

## Filmografia

### Diretor
- Garota (curta) (1993) - Filme de Formatura
- Secondhand Daylight (short) (1993) - Filme de Formatura
- Não Estou Aqui (curta) (1994)
- A Semana em que Elvis Morreu (curta) (1997)
- Os Anos do Álcool (2000)
- Everyday Something (curto) (2001)
- Viagem de retorno (curta) (2001)
- Stalin My Neighbour (curta) (2004)
- O medo da trilogia (curto) (2006)
- A Loucura da Dança (curta) (2006)
- Edge (2010)
- Sonhos de uma vida (2011)
- A Queda (2014)
- Fora do azul (2018)

### Produtor
Pilotos Esquecidos (1999)

### editor
True Blue Camper (1996)

## Prêmios e indicações

### Eu não estou aqui
Vencedor do Festival Internacional de Cinema de Chicago em Placa de Ouro

### Os anos do álcool
- BAFTA indicado na categoria Melhor Novo Diretor
- Vencedor do Melhor Documentário Curto, Festival Internacional de Cinema de Melbourne
- Vencedor do Prêmio Grierson Especial

### Beira
- Selecionado para o London Film Festival em 2010
- Selecionado para o Festival Internacional de Cinema de Xangai em 2011

### Sonhos de uma vida
- Nomeado na categoria Melhor Documentário, Prêmio Grierson, London Film Festival
- Nomeado na categoria Melhor Documentário, London Critics Circle
- Nomeado na categoria Melhor Documentário, London Evening Standard Film Awards

### A Queda
Nomeada no London Film Festival com Florence Pugh e Carol Morley